# Deming (Washington)
Deming je obec v okrese Whatcom v americkém státě Washington. Svůj název nese po svém prvním pošťákovi, Georgi Demingovi, a žije v ní 353 obyvatel. V roce 2010 byla rozloha obce 13,9 km², z čehož jen něco málo přes 2% byla voda. Ze 353 obyvatel bylo v roce 2010 93 % běloši, 2 % původní obyvatelé a necelé 1 % jak Asiaté, tak Afroameričané. 3 % obyvatelstva byla hispánského původu. V obci se nachází malý pivovar North Fork Brewery.